# Caldera Babcock & Wilcox

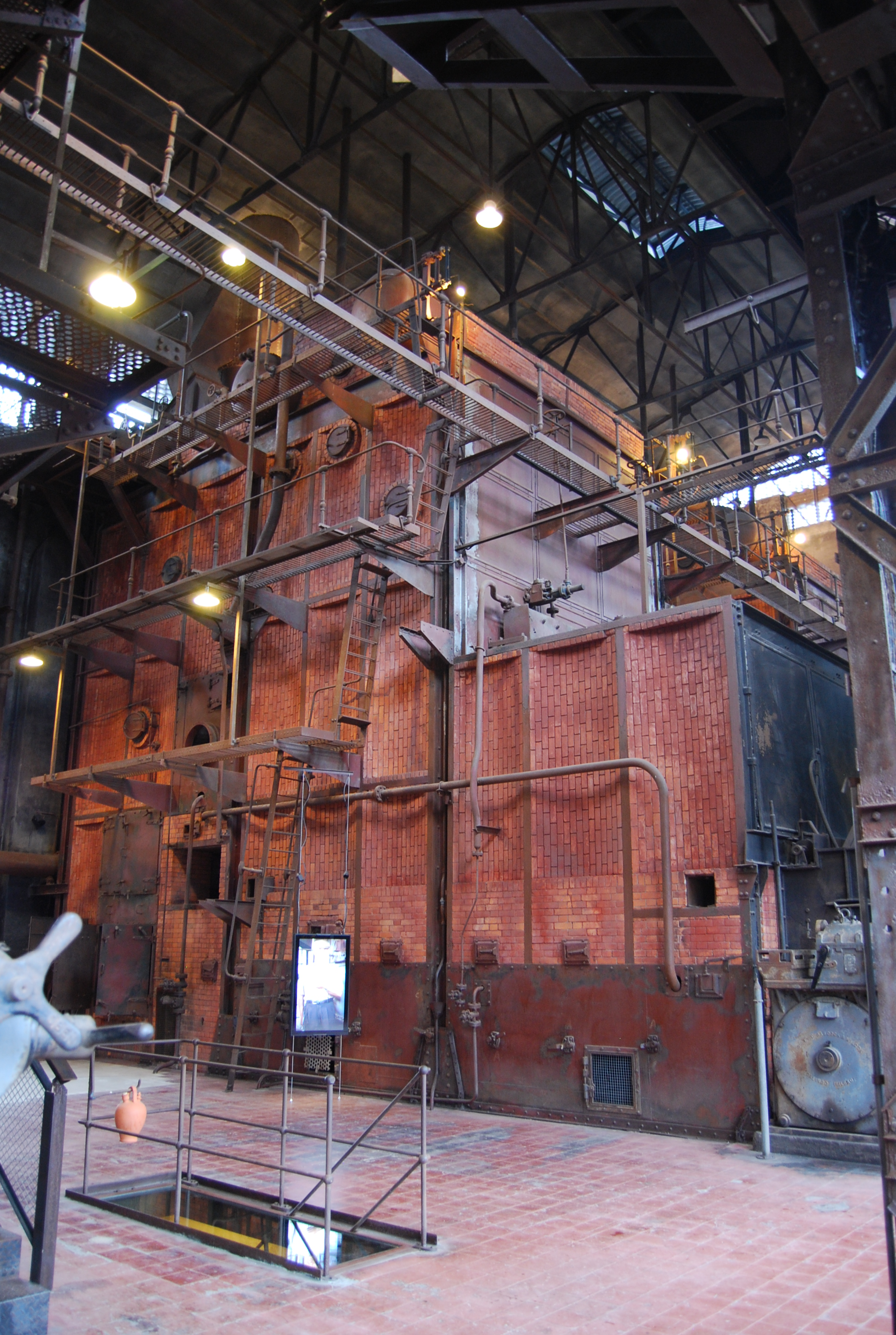
Caldera Babcock & Wilcox instalada en la antigua Central térmica de la MSP (actual Museo de la Energía), en Ponferrada, León, España

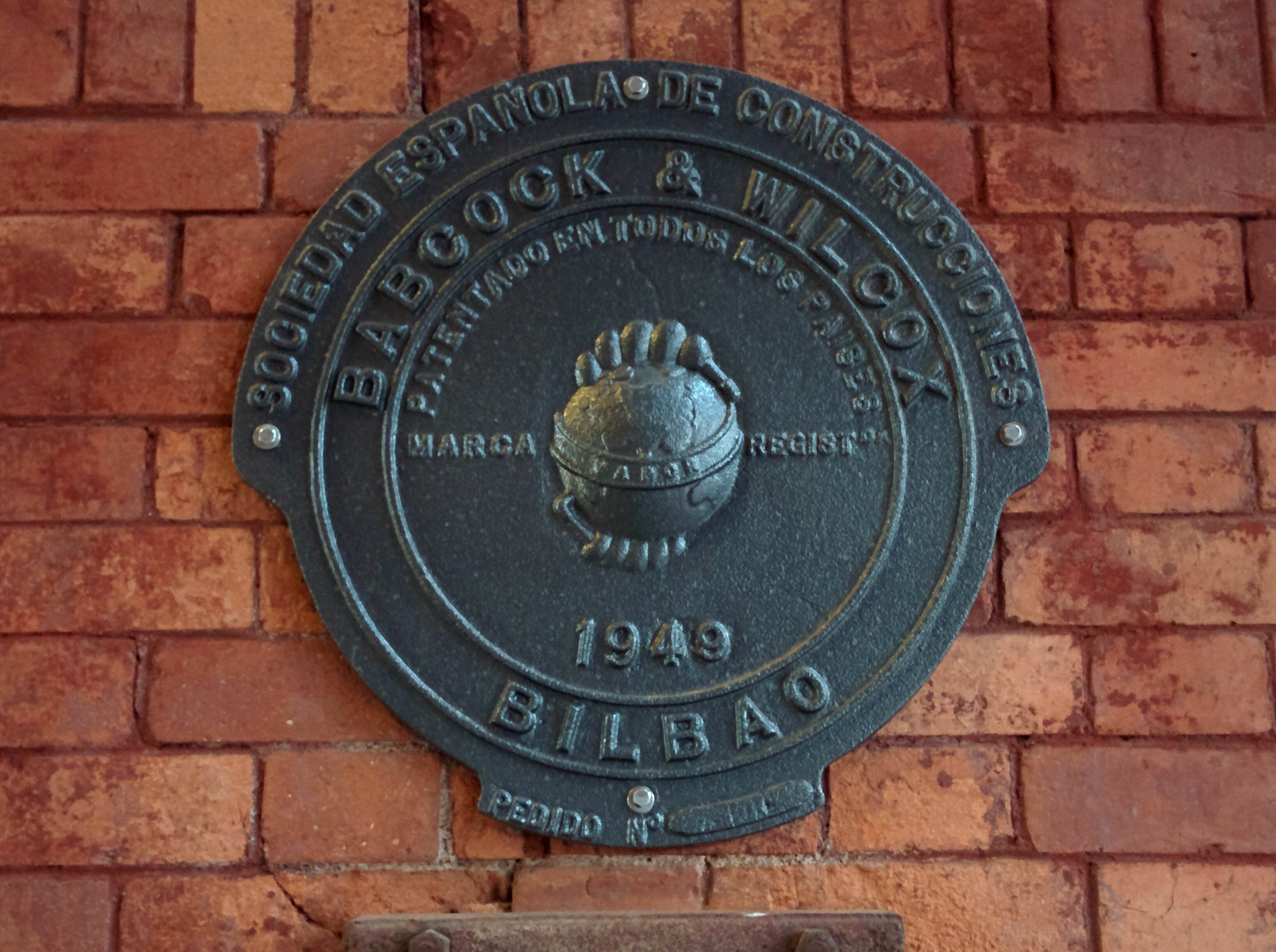
Detalle en la caldera instalada en el Museo de la Energía, en Ponferrada

La caldera Babcock y Wilcox es un tipo de caldera usada para generar el vapor necesario para el movimiento de una máquina de vapor. Es una caldera de tipo multitubular o acuotubular, en la que el agua destinada a generar vapor circula por el interior de un sistema de tuberías situadas en el interior del hogar.
La empresa multinacional estadounidense Babcock & Wilcox ha diseñado y construido diferentes tipos de calderas y equipos de generación de energía eléctrica, tanto de tubos poco inclinados como verticales, además de locomotoras de vapor y diesel, así como centrales nucleares. Su filial en España, la Sociedad Española de Construcciones Babcock y Wilcox, fue creada el 1 de marzo. Sus principales fábricas se instalaron en la Vega del Galindo, en Sestao, en donde dicho grupo ha sido conocido popularmente como la Balco.
Tras el cierre de la factoría de Sestao, la actividad de Babcock Wilcox Española S.A. (filial al 100% de The Babcock & Wilcox Company) se centra en la construcción llave en mano de centrales térmicas y de ciclo combinado.